# Streets of Rage 4
Streets of Rage 4 is een computerspel ontwikkeld door Dotemu, Lizardcube en Guard Crush Games, en uitgegeven door Dotemu voor Windows, Switch, PlayStation 4 en Xbox One. Het beat 'em up-spel is uitgekomen op 30 april 2020.

## Plot
De gebeurtenissen in het spel vinden plaats tien jaar na die in het derde deel. Na het verslaan van het criminele meesterbrein Mr. X, blijken zijn kinderen, de Y twins, een nieuw syndicaat te zijn gestart in Wood Oak City. Zij gebruiken hypnotiserende muziek om de inwoners te hersenspoelen. Samen gaan Blaze, Axel Stone, Adam Hunter, Cherry Hunter en Floyd Iraia op onderzoek uit.

## Spel
Streets of Rage is een beat 'em up-spel waarin groepen vijanden verslagen moeten worden om verder te komen in het level. Elk personage heeft zijn eigen unieke serie van speciale aanvallen. Ook is er nu een "Star Move" aanwezig waarvoor sterren verzameld moeten worden om deze uit te voeren. Nieuw in dit deel is dat men met vier spelers tegelijk kan spelen. Er zijn in totaal 12 levels die gespeeld kunnen worden. Daarbij kan men overige SoR-personages vrijspelen.
Aan het eind van elk level krijgen spelers een cijfer, afhankelijk van hoeveel punten er zijn gescoord.

## Ontvangst
| Recensiescore       | Recensiescore                          |
| Recensieverzamelaar | Score                                  |
| ------------------- | -------------------------------------- |
| Metacritic          | 86% (NS) 84% (PC) 82% (PS4) 82% (XONE) |
| Publicist           | Score                                  |
| Destructoid         | 9                                      |
| Eurogamer           | Essential                              |
| Game Informer       | 7                                      |
| GameSpot            | 8                                      |
| IGN                 | 7                                      |
| PC Gamer (VS)       | 76                                     |

Streets of Rage 4 ontving positieve recensies. Men prees het grafische gedeelte, de gameplay en de muziek. Enige kritiek was er op dat het spel niet bijzonder vooruitstrevend is in vergelijking met de voorgaande titels in de jaren 90.
Op aggregatiewebsite Metacritic heeft het spel een gemiddelde verzamelde score van 83,5% voor alle platforms.

## Trivia
- Het spel is in Azië bekend onder de titel Bare Knuckle IV.